# Currybaum

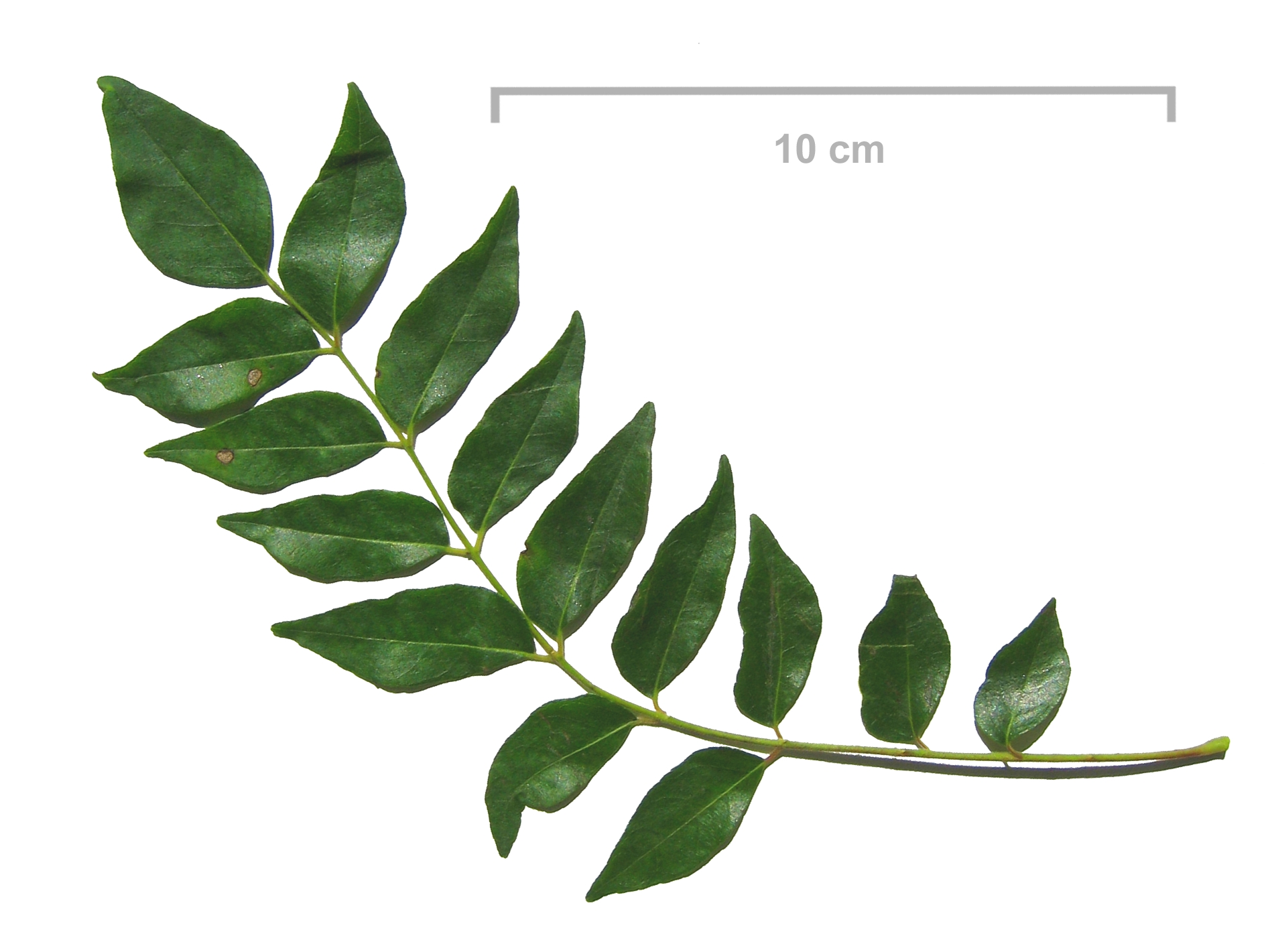
Frisches gefiedertes Curryblatt

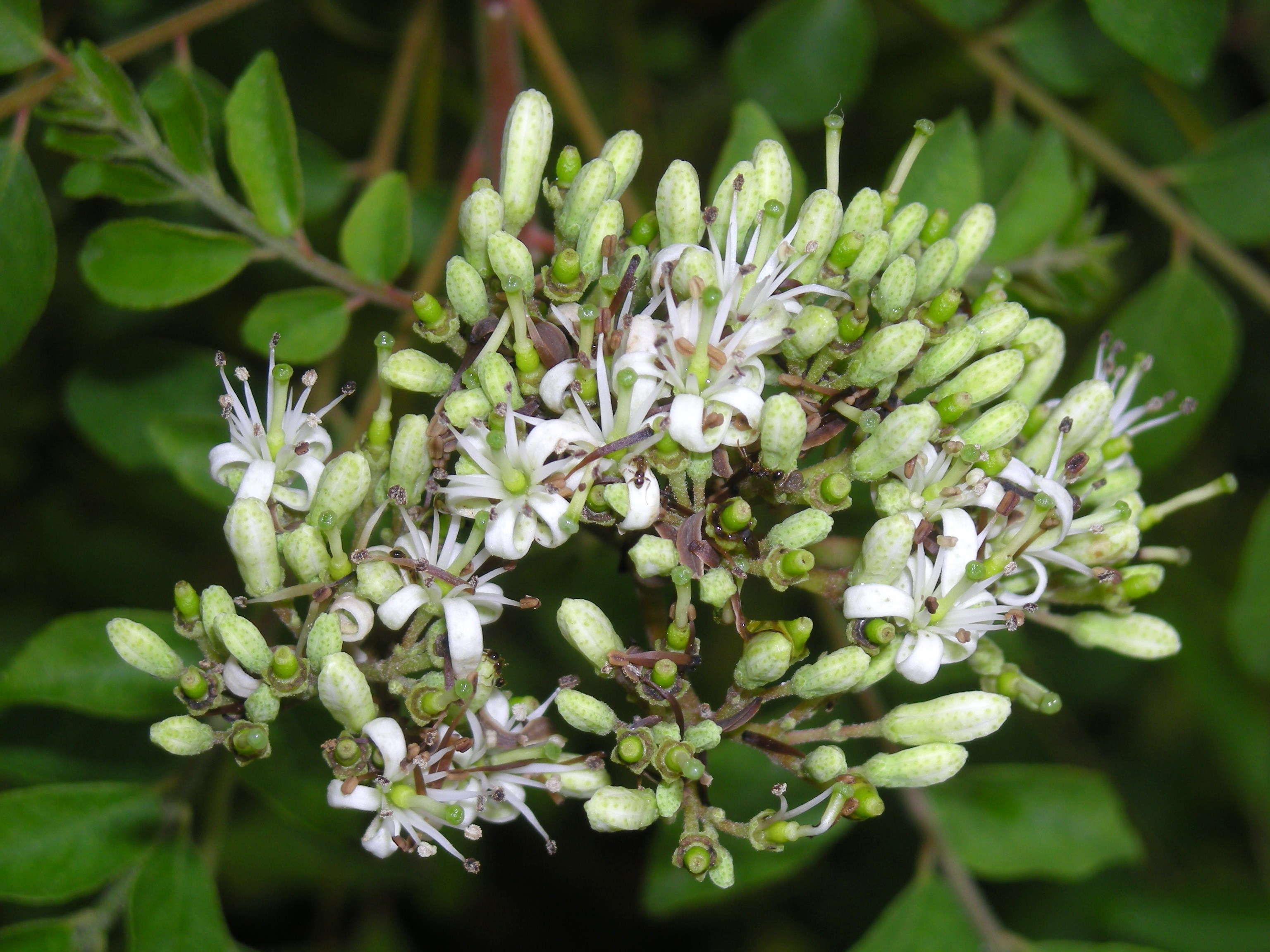
Blütenstand

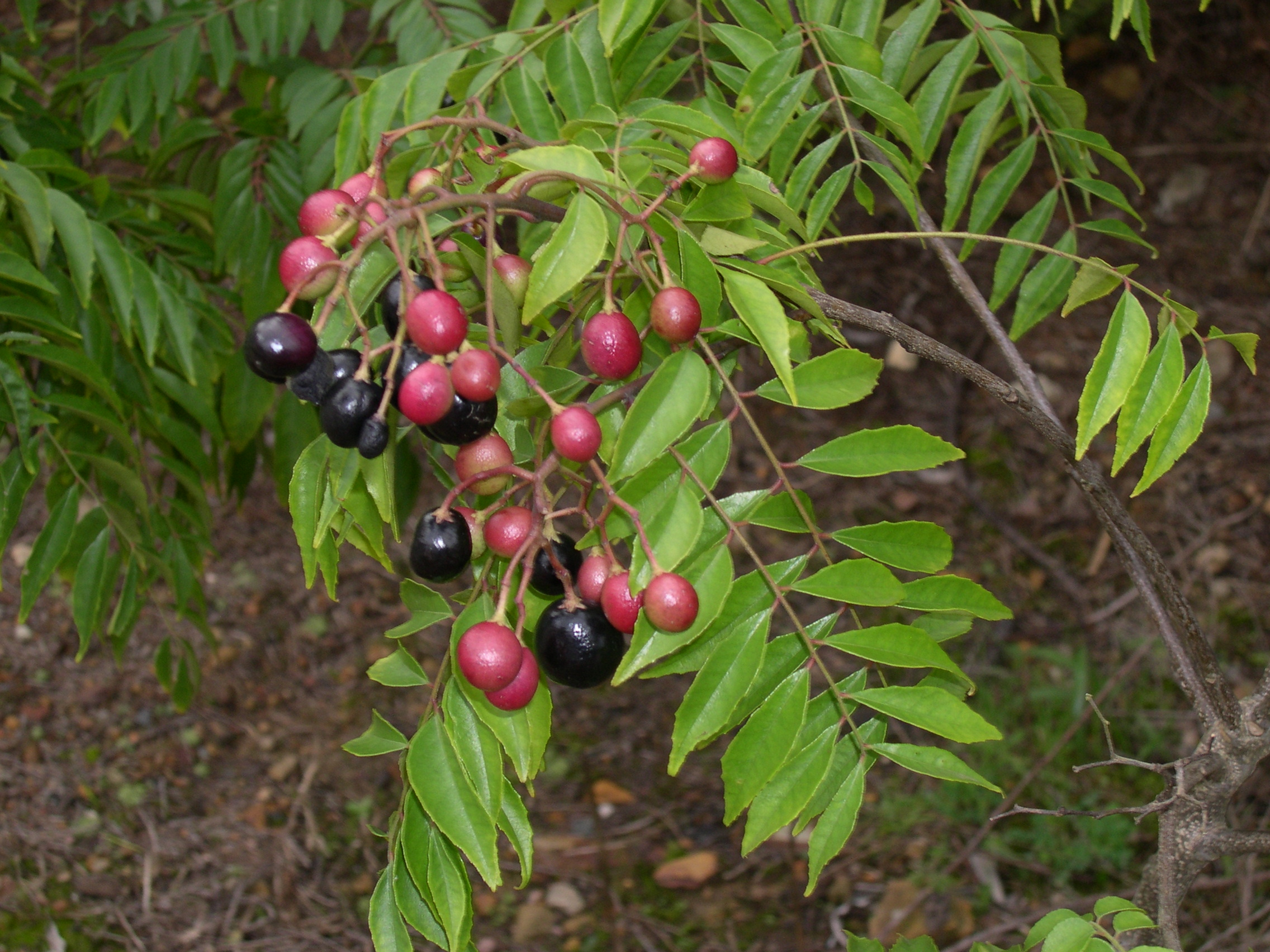
Früchte

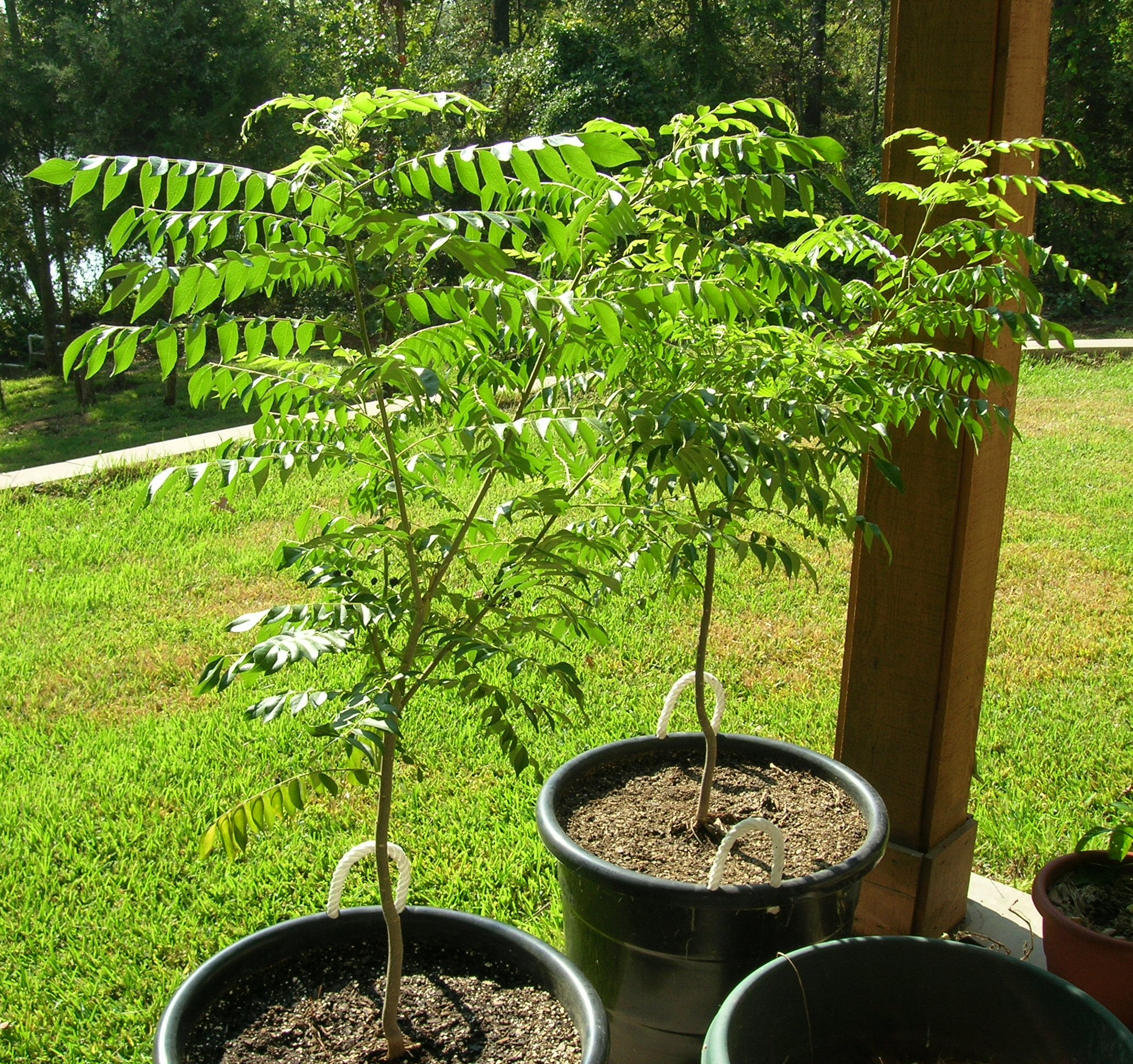
Junge Bäume von Bergera koenigii

Der Currybaum (Murraya koenigii, Syn.: Bergera koenigii) ist eine Pflanzenart, die zur Familie der Rautengewächse (Rutaceae) gehört. Die Blätter dieser in Asien beheimateten Art, genannt Curryblätter, werden vor allem in der südindischen und sri-lankischen Küche als Gewürz verwendet. Die Bezeichnung „Curryblatt“ verweist auf die Verwendung der Blätter in Curry-Gerichten. Mit Currypulver besteht kein direkter Zusammenhang.

## Verbreitung
Murraya koenigii ist im tropischen bis subtropischen Asien beheimatet, insbesondere auf dem gesamten indischen Subkontinent bis an die Ausläufer des Himalaya und in Sri Lanka. Ihr Verbreitungsgebiet reicht mittlerweile von Nepal, Kambodscha, Laos, Myanmar, Thailand, Vietnam bis nach China. Murraya koenigii wächst in Höhenlagen bis 1500 Meter. In Indien wird sie vor allem privat angepflanzt, in geringem Umfang jedoch auch kommerziell kultiviert.

## Beschreibung
Murraya koenigii wächst als immergrüner Baum oder Strauch und erreicht Wuchshöhen von 4 bis 6 m. Die Krone ist bis 4 m breit. Der Stamm hat eine relativ glatte, dunkelgraue Rinde und erreicht Durchmesser von 40 cm.
Die wechselständigen, dunkelgrünen und gestielten Laubblätter sind unpaarig gefiedert mit 11 bis 31 Fiederblättchen. Die Rhachis ist mehr oder weniger fein behaart. Das Hauptmerkmal der kurz gestielten, dünnledrigen und meist kahlen Blättchen mit meist ungleicher Spreite ist der schief angesetzte Spreitengrund. Sie sind meist eiförmig bis rhombisch, seltener verkehrt-eiförmig und 2 bis 5 cm lang und 0,5 bis 2 cm breit. Der Blattrand ist ganz bis gekerbt oder entfernt feingezähnt, an der Spitze sind sie rundspitzig bis zugespitzt.
Viele Blüten stehen in endständigen, schirmrispigen und mehr oder weniger kurz behaarten Blütenständen zusammen. Die kleinen, duftenden und zwittrigen, gestielten Blüten sind fünfzählig mit doppelter Blütenhülle. Die fünf eiförmigen, minimalen Kelchblätter sind kleiner als 1 mm. Die fünf weißen und länglichen Blütenkronblätter sind 5 bis 7 mm lang. Es sind zwei Kreise mit je fünf Staubblättern vorhanden. Der zweikammerige Fruchtknoten ist oberständig mit einem dicken, relativ kurzen Griffel. Die fleischige, schwach gelappte Narbe ist kopfig und es ist ein kleiner Diskus vorhanden.
Die kleinen, glänzenden, glatten, schwarz-violetten, kugeligen oder eiförmigen bis ellipsoiden Früchte mit minimalen Griffelresten am beständigen kleinen Kelch sind 1 bis 1,5 cm groß, süß-scharf und essbar. Sie enthalten jedoch einen oder zwei giftige Samen, die von Vögeln verbreitet werden.
Die Chromosomenzahl beträgt 2n = 18.

## Systematik
Die Erstbeschreibung des Basionyms Bergera koenigii erfolgte 1771 durch Carl von Linné. Die Umteilung zu Murraya koenigii erfolgte 1825 durch Kurt Sprengel in Systema vegetabilium 16 [Sprengel] 2: 315. Ein weiteres Synonym ist Chalcas koenigii (L.) Kurz.

## Verwendung

### Verwendung in der Küche
Das Aroma der Curryblätter ist frisch, leicht fruchtig bis rauchig. Sie sind in der südindischen und sri-lankischen Küche beliebt. Da die Blätter dünn sind, brauchen sie nicht aus dem fertigen Gericht entfernt zu werden, sondern werden mitgegessen.
Aufgrund ihres runden und gleichzeitig deutlichen Aromas werden sie in vielen Speisen als Gewürz neben Salz und Chili verwendet. Meistens brät man sie zuerst in heißem Öl oder Ghee (Butterschmalz) in einer Pfanne, bevor man die übrigen Zutaten hinzugibt. Gewürfelter, gebratener Panir (indischer Käse) gilt so auch ohne weitere Gewürze als schmackhaft. In anderen Gerichten werden Curryblätter mit Kokos und Tamarinde kombiniert. Beliebte Gewürzkombinationen sind zum Beispiel Curryblätter mit Chili und schwarzen Senfsamen für Dal (Linsengerichte) oder Curryblätter mit fein geriebenem Kokosfleisch, Tamarinde und Chili für Reisgerichte.
In Indien kann man Curryblatt-Pulver (nicht zu verwechseln mit westlichem Currypulver) fertig kaufen. Hierbei handelt es sich um ein Würzpulver aus in Fett gebratenen, zerstoßenen Curryblättern, das zur Bereicherung von Reisgerichten, Parathas (gefüllten Fladenbroten) und Vielem mehr verwendet wird. Sein Aroma ist jedoch weniger intensiv als das der frischen Blätter.
Curryblätter können auch als Tee aufgegossen werden.
Curryblätter aus Indien werden bei Lebensmittelkontrollen immer wieder als mit Pestiziden teils erheblich belastet beanstandet.

### Alternativmedizinische Verwendung
Im Ayurveda, der traditionellen indischen Naturmedizin, finden die Blätter, die Rinde, die Wurzel und die Früchte des Currybaumes, also alle Pflanzenteile außer den giftigen Samen, Verwendung. Das Anwendungsspektrum ist dabei groß:
- Magendarmtrakt: Gegen Durchfall oder Blähungen soll man mehrmals täglich ein Blatt (Fiedern mit Stängel) zermahlen und in Buttermilch trinken. Gegen Magenverstimmungen und Verdauungsstörungen werden Curryblätter mit Ingwer zerstoßen und mit Kaliumchlorid unter Reis gemischt.
- Haare: Gegen vorzeitiges Ergrauen wird die gleiche Mischung auf die Haare aufgetragen, zusätzlich zu einem reichlichen Verzehr von Curryblättern. In Kokosöl gekochte Blätter werden als Haarwuchsmittel verwendet.
- Ekzeme: Ein Aufguss aus zerstoßenen Curryblättern und Gelbwurzel soll auf die Haut aufgetragen gegen Ekzeme wirken.[9]
- Diabetes: Zur Vorbeugung gegen erblichen Diabetes und zur Behandlung von Diabetes aufgrund Fettleibigkeit sollen morgens drei Monate lang zehn Curryblätter gegessen werden.
- Nierenleiden: Gegen Nierenkrankheiten wird aus den Wurzeln ein Saft hergestellt.
- Augenkrankheiten: Für strahlende Augen und zur Vorbeugung gegen grauen Star wird frischer Curryblattsaft in die Augen getropft.
- Insektenstiche: Gegen Insektenstiche wird der Saft der reifen, violetten Currybaum-Beeren mit Zitronensaft gemischt und äußerlich angewendet.[10]

Diese traditionellen Anwendungsformen werden heute in modernen Labors auf ihre kommerzielle Verwertbarkeit hin untersucht. Dabei zeigt sich, dass der Currybaum einige medizinisch wirksame Substanzen enthält. Bei Kaninchen und Ratten, denen Extrakte von Currybaumblättern verabreicht wurden, sank der Blutzuckerspiegel. Der Extrakt ist somit möglicherweise zur Begleitbehandlung von Diabetes mellitus geeignet.
In der Rinde des Baumstammes wurden antimikrobiell wirkende Alkaloide gefunden.

### Sonstige Verwendung
Das ätherische Öl der Blätter dient zur Parfümierung von Seife.
Das Holz wird gelegentlich zur Holzschnitzerei verwendet.

## Namensgebung
Der Name „Curryblatt“ stammt über das Englische (curry leaf) aus den dravidischen Sprachen Südindiens. Auf Tamilisch heißen die Curryblätter kaṟivēppilai (கறிவேப்பிலை), „Curry-Niem“. Als Nebenform kommt auch karuvēppilai (கருவேப்பிலை), „dunkler Niem“, vor. Beide Bezeichnungen verweisen auf die Ähnlichkeit der Curryblätter mit denen des Niembaums (Azadirachta indica). Die Bezeichnung „Curry-Niem“ lässt sich als Hinweis auf die Verwendung der Blätter in Curry-Gerichten verstehen. Im Fall der Bezeichnung „dunkler Niem“ verweist das Attribut dagegen auf die dunklere Farbe der Curryblätter. Welche Bezeichnung die ursprüngliche ist, lässt sich nicht feststellen. Ähnliche Bezeichnungen existieren auch in den anderen dravidischen Sprachen Südindiens. So heißen die Curryblätter auf Malayalam kaṟivēppila (കറിവേപ്പില), auf Telugu karivēpāku (కరివేపాకు) und auf Kannada karibēvu (ಕರಿಬೇವು).
Das Artepitheton koenigii ehrt den deutschstämmigen Botaniker Johann Gerhard König (1728–1785), einen Schüler Linnés, der die letzten 12 Jahre seines Lebens als Naturforscher und Missionsarzt in Südostindien verbrachte, im heutigen Bundesstaat Tamil Nadu. Der Gattungsname Bergera ehrt den dänischen Arzt Christian Johann Berger (1724–1789).